# Gransjön, Norrbotten
Gransjön är en sjö i Bodens kommun i Norrbotten och ingår i Luleälvens huvudavrinningsområde. Sjön har en area på 0,274 kvadratkilometer och ligger 133 meter över havet.

## Delavrinningsområde
Gransjön ingår i det delavrinningsområde (734131-175158) som SMHI kallar för Inloppet i Lappträsket. Medelhöjden är 144 meter över havet och ytan är 12,48 kvadratkilometer. Räknas de 4 avrinningsområdena uppströms in blir den ackumulerade arean 29,64 kvadratkilometer. Bodån (Flarkån) som avvattnar avrinningsområdet har biflödesordning 2, vilket innebär att vattnet flödar genom totalt 2 vattendrag innan det når havet efter 79 kilometer. Avrinningsområdet består mestadels av skog (75 procent) och sankmarker (13 procent). Avrinningsområdet har 0,27 kvadratkilometer vattenytor vilket ger det en sjöprocent på 2,2 procent.